# Kromosom 5 (čovjek)
Kromosom 5 je autosomni kromosom, peti po veličini u kariotipu čovjeka. Prema položaju centromera svrstava se u submetacentrične kromosome. Sastoji se od 194 milijuna parova nukleotida, što čini gotovo 6% ukupne DNK u stanici.
Dokazano je da kromosom 5 sadrži preko 1200 gena, ali se pretpostavlja da sadrži oko stotinu gena više (oko 1300).
Broj polimorfizama jednog nukleotida (eng. Single Nucleotide Polymorphism - SNP) je preko 650 000.

## Geni kromosoma 5
Neki od važnijih gena, koji se nalaze na kromosomu 5:
- ADAMTS2
- ALDH7A1
- ANKH
- APC
- ARSB
- CSF1R
- CTNND2
- DNAH5
- ERAP1
- ERCC8
- F12
- FAM134B
- FBN2
- FGFR4
- FLT4
- GABRA1
- GLRA1
- GM2A
- GPR98
- HEXB
- IRGM
- MATR3
- MCCC2
- MSX2
- MTRR
- MYOT
- NIPBL
- NSD1
- OXCT1
- PROP1
- RAD50
- RASA1
- SAR1B
- SDHA
- SGCD
- SH3TC2
- SIL1
- SLC1A3
- SLC22A5
- SLC26A2
- SLC45A2
- SMN1
- SMN2
- SNCAIP
- SQSTM1
- TCOF1
- TERT
- TGFBI
- VCAN

## Aberacije kromosoma 5
Delecija kratkog kraka kromosoma 5 klinički se manifestira kao sindrom mačjeg plača ("cri du chat" sindrom). To je prvi otkriveni sindrom kromosomske delecije, kojega su 1963. godine opisani Lejeune i suradnici.
Klinička slika sindroma mačjeg plača je:
- mentalna retardacija
- mikrocefalija
- antimongoloidni položaj očiju
- nisko postavljene uši
- hipertelorizam
- karakterističan plač sličan mijaukanju mačke

Parcijalna trisomija kratkog kraka:
- mentalna retardacija
- klinodaktilija
- nanizam.

## Bolesti vezane za kromosom 5
Poznat je sadržaj i raspored gena kromosoma 5 čije mutacije izazivaju niz nasljednih bolesti. Najvažnije bolesti vezane za mutacije na kromosomu 5 jesu:
- akondrogenezatip 1B
- atelosteogeneza tip II
- Cockayneov sindrom
- Cornelia de Langein sindrom
- distrofija rožnice tip I
- distrofija rožnice tip III
- dijastrofična displazija
- Ehlers-Danlosov sindrom
- obiteljska adenomatozna polipoza
- granularna distrofija rožnice tip I
- granularna distrofija rožnice tip II
- GM2-gangliosidoza, AB inačica
- homocistinuria
- deficit 3-metilkrotonil-CoA carboksilaze
- mijelodisplastični sindrom
- Nethertonov sindrom
- ovisnost o nikotinu
- Parkinsonova bolest
- primarni deficit karnitina
- recesivna multipla epifizna displazija
- Sandhoffova bolest
- spinalna mišićna atrofija
- Sotosov sindrom
- spinalna mišićna atrofija
- Treacher Collinsov sindrom
- Usherov sindrom
- Usherov sindrom tip II